# Enrico Thovez
Enrico Thovez, né le 10 novembre 1869 à Turin et mort le 16 février 1925 dans la même ville, est un artiste-polymathe italien surtout connu pour ses contributions en tant que poète et critique littéraire.

## Biographie
Enrico Thovez naît le 10 novembre 1869 à Turin, moins de dix ans après l'unification. Il est le deuxième fils de ses parents : son frère, Ettore, a cinq ans de plus que lui. Cesare Thovez, son père, est un ingénieur hydraulicien d'origine savoyarde,. Sa mère, Maria Angela Berlinguer, est originaire de Sardaigne, mais peut retracer sa propre famille en Catalogne d'où ses ancêtres ont émigré à la fin du XVIe siècle,. Thovez affirmera plus tard qu'il avait hérité de son amour de la poésie des ancêtres aristocratiques espagnols de sa mère. Entre 1881 et 1886, Thovez fréquente les écoles secondaires, choisissant la voie «technique» plutôt que celle du «gymnasium». Il obtient son diplôme avec succès et s'inscrit ensuite à la faculté des sciences de l'université. Mais au bout de deux mois seulement, il abandonne ces études pour se consacrer aux études classiques. En 1892, il maîtrise le latin et le grec ancien et acquiert une connaissance de base approfondie de la littérature classique. C'est l'année où il obtient sa licenza liceale, le diplôme de fin d'études qui lui ouvre la voie vers une place à l'université en tant qu'étudiant en lettres classiques. Vers l'âge de 20 ans, il souffre d'une maladie nerveuse. Il en guérit en entreprenant un voyage à Florence, accompagné de son frère, Ettore. Il s'inscrit de nouveau à l'université, cette fois à la "Faculté des lettres", obtenant son diplôme en 1896. Son mémoire de fin d'études porte sur "Le Dorique Médiéval et le style du Dipylon " ( "Il Medioevo dorico e lo stile del Dipylon" ) : il est publié six ans plus tard, en 1903,.
« Fare della mia esistenza un’opera di poesia è per me lo scopo più alto: anzi non è un desiderio, ma un bisogno. (…) Vi è in me qualcosa di incoercibile che m’incalza oltre dei limiti consueti.". »
— Enrico Thovez, cité en 1938

« Faire de mon existence une œuvre de poésie est pour moi le but le plus élevé : en effet, ce n'est pas un désir, mais un besoin. (...) Il y a quelque chose en moi, quelque chose d'incoercible, qui me pousse au-delà des limites habituelles »
Thovez écrit ses premières idylles connues en 1887 dans des hendecasyllables libres. Elles sont publiées dans la "Gazzetta letteraria" ( "Gazette littéraire" ) en 1891 et 1892, puis dans des anthologies. En 1895, il acquiert une plus grande notoriété auprès des lecteurs de la  "Gazzetta letteraria" lorsqu'il commence à dénoncer le plagiat des poèmes  D'Annunzio, dont l'œuvre à ce stade était plus appréciée en France qu'en Italie, principalement grâce à de superbes traductions réalisées par Georges Hérelle. Il est en effet apparu que ce sont les poèmes francophones qui étaient utilisés par le(s) plagiaire(s) de l'époque qui traduisaient alors les œuvres en italien et les faisaient passer pour des pièces originales. Après avoir fait ses preuves au sein de l'establishment littéraire, Enrico Thovez devient un collaborateur régulier sur des sujets littéraires dans plusieurs quotidiens à grand tirage, notamment la Gazzetta del Popolo ( Turin ), le Corriere della Sera ( Milan ) et Il Resto del Carlino ( Bologne ). Il ne se limite pas à la littérature, mais contribue également largement aux arts visuels et à la costumerie,. Il rejoint l'équipe de La Stampa ( Turin ) en tant que rédacteur en chef en 1904 ou 1905. Ses contributions sont publiées sous le pseudonyme "Simplicissimus", qui est une référence respectueuse au magazine satirique allemand éponyme.
En 1902, à la suite d'un long voyage en Allemagne l'année précédente, Thovez s'associe à Leonardo Bistolfi, Giorgio Ceragioli, Enrico Reycend et Davide Calandra pour créer la revue périodique L'arte decorativa moderna, consacrée aux arts décoratifs,. C'est également en 1902 qu'il commence à travailler avec le périodique siennois qui devient "Vita d'Arte".
En 1901, il transmet ses idées poétiques dans son «Ritratto della madre» ( «Peinture de la Mère» ) qui est exposé par la «Società Promotrice delle Belle Arti» à Turin. Plus tard la même année, un tableau de Thovez est exposé à la Biennale de Venise. Il représente la figure d'un homme, avec les collines à l'extérieur de Turin en arrière-plan : l'artiste Felice Carena aurait posé pour le tableau, bien qu'il ne prétende pas être un portrait. Plusieurs sources indiquent qu'il y a eu en fait deux années pendant lesquelles Enrico Thovez a exposé un ou plusieurs tableaux à la Biennale . En outre, entre 1913 et 1921, il est directeur de la Galleria Civica d'Arte Moderna e Contemporane di Torino ("Galerie civique d'art moderne et  contemporain "),.
Une grande partie de la poésie d'Enrico Thovez est écrite pendant son adolescence. De son vivant, il est plus connu comme critique et commentateur que comme poète. Cependant, en mai 1924, il saisit l'occasion d'un séjour à Giannutri pour montrer son œuvre de 1887, "La casa degli avi" (en gros, "La maison des ancêtres" ), à ce qu'un biographe qualifie avec approbation de "révision lexicale minutieuse "( " ... un'assennata revisione lessicale " ), à la suite de quoi il la fait rééditer. Certaines sources indiquent que Thovez n'a jamais joui d'une santé particulièrement robuste. Vers la fin de sa vie, il est victime d'un cancer malin, dont il meurt le 25 février 1925 dans la maison familiale de Moncalieri, dans la banlieue de Turin.

## Œuvres

### Poèmes de l'adolescence
Les premiers poèmes connus de Thovez datent de 1887, après quoi il a continué à être prolifique en tant que poète tout au long des années 1890, ses œuvres devenant progressivement plus ordonnées et structurées au cours de cette période. La plupart des éditions de ses poèmes qui ont survécu sont celles de la deuxième édition, parue en 1924, qui a intégré d'autres changements importants apportés par l'auteur. Son choix de vers prosastiques, obtenu grâce à l'utilisation d'ottonari appariés pour reproduire une forme d'hexamètre classique, évite la musicalité confortable des vers rythmés de façon conventionnelle et remplace une urgence imposée dans le contenu poétique. Dans son journal (publié à titre posthume), il écrit : "Je me réjouis d'avoir réduit ma poésie à un minimum de ligaments syllabiques : Je suis persuadé que si j'avais écrit mes poèmes en prose, je n'aurais jamais été pris au sérieux [en tant qu'écrivain] dans ce pays de guitares et de mandolines". Il écrit également qu'il est incapable "d'écrire quoi que ce soit sans en être profondément ému ... cette poche pleine de quelques centaines de vers ... qui m'a coûté tant de larmes et tant de tourments ... Je ne peux toujours pas faire confiance à des créations purement cérébrales".

### Critique littéraire
Il pastore, il gregge e la zampogna (Le berger, le troupeau et la cornemuse) est une analyse polémique de la langue de la poésie italienne, dans laquelle seuls Dante Alighieri et Giacomo Leopardi émergent avec leurs réputations épargnées par les attaques. Des poètes célèbres plus récents tels que Giosuè Carducci et D'Annunzio sont attaqués pour un manque perceptible d'originalité. Il est difficile de déterminer si le livre, qui compte lui-même environ 500 pages, doit être considéré comme une critique savante de grande envergure ou plutôt comme une œuvre d'art à part entière. Il a certainement attiré l'attention des classes de lecture et a suscité l'admiration des poètes italiens contemporains.
Les vertus et les limites de la critique littéraire produite par Thovez résident dans la primauté originaire qu'il attribue au lyrique grec, et dans la théorie, apparemment inconnue en Italie, de la poésie comme pureté lyrique dans l'immédiateté de son expression du sentiment poétique, sans médiation culturelle ou technique. Il y a une analyse impitoyable du retard de la culture italienne contemporaine, autrefois arcadienne, mais maintenant académisée et esthétisée à tort, reflétant la faillite morale de la nation, sans reconnaître ce même retard dont les problèmes de la poésie contemporaine ont leur origine. Sa propre distinction entre "poésie de la forme" et "poésie du contenu" invite à répondre que la "poésie de la forme" a aussi son propre contenu : l'indifférence morale du poète, son vide intérieur et son cynisme sous-jacent.
"Il pastore ..." est certainement une lecture agréable, exposée clairement dans une prose vivante et ironique. Bien que sa publication ait scandalisé certains, d'autres, comme Arturo Graf, ont accueilli favorablement son message et sa diffusion. Les critiques l'ont condamné comme étant la diatribe d'un homme déçu et agacé par l'échec commercial de sa propre poésie juvénile, et ses thèses ont été de plus en plus marginalisées par les hauts responsables de l'establishment littéraire. Il convient de rappeler que, en tant que critique littéraire prolifique dans les grands journaux depuis les années 1890, Thovez lui-même n'était pas universellement aimé de ses collègues écrivains.

## Publications (sélection)
- L'arte del comporre di Gabriele d'Annunzio (1896)
- Il poema dell'adolescenza, Torino, Streglio (1901)
- Il pastore, il gregge e la zampogna, Napoli, Ricciardi (1910)
- L'opera pittorica di Vittorio Avondo, Torino, Celanza (1912)
- Mimi dei moderni, Napoli, Ricciardi (1919)
- L'arco di Ulisse, Napoli, Ricciardi (1921)
- Il vangelo della pittura e altre cose d'arte, Torino, Lattes (1921)
- Poemi di amore e di morte, Milano, Treves (1922)
- Il viandante e la sua orma, Napoli, Ricciardi (1923)
- Il filo di Arianna, Milano, Corbaccio (1924)
- La ruota di Issione, Napoli, Ricciardi (1925)
- Scritti inediti (Il nuovo Faust o La trilogia di Tristano, Poemi in prosa, Prose poetiche, Soliloqui, Milano, Treves (posthumous: 1938)
- Diario e lettere inedite, Milano, Garzanti (posthumous: 1939)